# Emilio De Marchi (attore)
Emilio De Marchi (Candiana, 12 aprile 1959) è un attore italiano.

## Filmografia

### Cinema
- Der Sprung, regia di Thorsten Näter (1985)
- Warten auf Marie, regia di Gisela Stelly (1987)
- Der doppelte Nötzli, regia di Stefan Lukschy (1990)
- Te Rua, regia di Barry Barclay (1991)
- Blue Line, regia di Antonino Lakshen Sucameli (1996)
- Un mondo d'amore, regia di Aurelio Grimaldi (2002)
- Dirty Sky, regia di Andy Bausch (2003)
- La passione di Cristo, regia di Mel Gibson (2004)
- The Big Question, regia di Francesco Cabras e Alberto Molinari (2004)
- Germanikus, regia di Hanns Christian Müller (2004)
- Zorba il Buddha, regia di Antonino Lakshen Sucameli (2004)
- Sinfonía de ilegales, regia di José Luis de Damas (2005)
- Apnea, regia di Roberto Dordit (2005)
- The Torturer, regia di Lamberto Bava (2005)
- L'amico di famiglia, regia di Paolo Sorrentino (2006)
- Nero bifamiliare, regia di Federico Zampaglione (2007)
- K. Il bandito, regia di Martin Donovan (2007)
- L'allenatore nel pallone 2, regia di Sergio Martino (2008)
- I demoni di San Pietroburgo, regia di Giuliano Montaldo (2008)
- Shadow, regia di Federico Zampaglione (2009)
- The Sindone, regia di Miguel Ángel Fabré (2009)
- La voce - Il talento può uccidere, regia di Augusto Zucchi (2013)
- Il ragazzo invisibile - Seconda generazione, regia di Gabriele Salvatores (2018)
- Freaks Out (2021), regia di Gabriele Mainetti

### Televisione
- SOKO 5113 - episodio Blutige Taten (1978)
- Alles Paletti, regia di Michael Lentz (1985)
- Ein Fall für TKKG - episodio Der blinde Hellseher (1985)
- Die Männer vom K3 - episodio Spiel über zwei Banden, regia di Michael Mackenroth (1988)
- Traffik, regia di Alastair Reid (1989)
- 14º Distretto - episodio Zielschuss Rot, regia di Christian Görlitz (1989)
- L'ispettore Derrick - episodio Die Kälte des Lebens, regia di Helmut Ashley (1989)
- I promessi sposi, regia di Salvatore Nocita (1989)
- Peter Strohm - episodio Der zweite Mann, regia di Sigi Rothemund (1989)
- Liebesgeschichten, regia di Alexander von Eschwege (1990)
- Die Eisprinzessin, regia di Jens Uwe Bruhn (1991)
- Peter Strohm - episodi Freunde zahlen nie e Strohms Partner, regia di Sigi Rothemund (1991)
- Die Rachegöttin, regia di Wolfgang Panzer (1992)
- 14º Distretto - episodio Tierfreunde, regia di Wilfried Dotzel (1992)
- Achterbahn - episodio Die Emil Bulls, regia di Gabriele Degener (1993)
- Zwei Münchner in Hamburg - episodio Labskaus und Weißwürst, regia di Celino Bleiweiß (1993)
- Auf eigene Gefahr - episodio Muttergefühle (1993)
- Wolff - Un poliziotto a Berlino - episodio Knast, regia di Michael Lähn (1993)
- Um jeden Preis, regia di Kai Wessel (1994)
- Salto postale - episodio Die Vertretung (1994)
- Wolff - Un poliziotto a Berlino - episodio Palermo ist nah (1994)
- Faust - episodio Ciao Bruno, regia di Michael Mackenroth (1994)
- Doppelter Einsatz - episodio Sahnehäubchen, regia di Peter Keglevic (1994)
- Zwischen Tag und Nacht, regia di George Moorse (1995)
- Tatort - episodio Tod eines Polizisten, regia di Jürgen Roland (1995)
- Das Schwein - Eine deutsche Karriere, regia di Ilse Hofmann (1995)
- Schwarz greift ein - episodio Geschändet, regia di Klaus Gietinger (1995)
- Eine Frau wird gejagt - episodio Der Informant (1995)
- Die Straßen von Berlin - episodio Die Akte Stalin, regia di Werner Masten (1995)
- Sylter Geschichten - episodio Die Gräfin (1996)
- Crash Kids, regia di Petra Haffter (1996)
- Il maresciallo Rocca - episodio La vendetta (1996)
- Atemlos durch die Nacht, regia di Stefan Lukschy (1996)
- Schuldig auf Verdacht, regia di Petra Haffter (1996)
- Star Command, regia di Jim Johnston (1996)
- Tatort - episodio Reise in den Tod, regia di Wolfgang Panzer (1996)
- Die Partner - episodio Das letzte Spiel (1996)
- Auf eigene Gefahr - episodio Mafia, regia di Wolfgang Panzer (1996)
- Faust - episodio Diebin des Feuers, regia di Markus Bräutigam (1996)
- Kurklinik Rosenau - episodio Verleumdung (1996)
- Doppelter Einsatz - episodi Kinder des Saturn e Wunder auf Bestellung, regia di Petra Haffter (1996)
- Große Freiheit, regia di Christian Görlitz e Daniel Helfer (1997)
- Ein Bayer auf Rügen - episodio Das Findelkind, regia di Werner Masten (1997)
- Die Gang - episodio Der Verrat, regia di Ben Verbong (1997)
- Mord für eine Schlagzeile, regia di Ulrich Stark (1997)
- Frauenarzt Dr. Markus Merthin - episodio Freunde, regia di Matthias Gohlke (1997)
- Wilde Zeiten, regia di Helmut Metzger (1997)
- L'avvocato Porta, regia di Franco Giraldi (1997)
- Un prete tra noi, regia di Giorgio Capitani e Lodovico Gasparini (1997)
- Il commissario Rex - episodio Der Neue, regia di Udo Witte (1998)
- Für alle Fälle Stefanie - episodio Verhängnisvoller Wurf, regia di Sabine Landgraeber (1998)
- Schock - Eine Frau in Angst, regia di Ben Verbong (1998)
- Squadra Speciale Cobra 11 - episodio Zwischen den Fronten (1998)
- Tatort - episodio Gefährliche Zeugin, regia di Klaus Gietinger (1998)
- Lisa Falk - Eine Frau für alle Fälle - episodio Tödlicher Freispruch, regia di Ilse Hofmann (1998)
- Cronaca nera, regia di Gianluigi Calderone e Ugo Fabrizio Giordani (1998)
- Un caso per due - episodio Rendezvous mit dem Tod, regia di Peter Fratzscher (1998)
- Alphateam - Die Lebensretter im OP - episodio Alles auf Herz, regia di John Delbridge (1998)
- HeliCops - Einsatz über Berlin - episodio Blutsonntag (1998)
- Game over, regia di Massimo Spano (1999)
- Hinter Gittern - Der Frauenknast - episodio Tödlicher Irrtum (1999)
- SK Kölsch - episodio Ohne Rücksicht auf Verluste (1999)
- Die Rettungsflieger - episodio Blindflug, regia di Klaus Gietinger (1999)
- 14º Distretto - episodio Diamantenfieber, regia di Norbert Skrovanek (1999)
- Balko - episodio Der Mönch mit der Todeskralle, regia di Andy Bausch (1999)
- Maria, figlia del suo figlio, regia di Fabrizio Costa (2000)
- Zwei Asse und ein König, regia di Bernd Fischerauer (2000)
- Squadra Speciale Cobra 11 - episodio Un'arma da fantascienza (2000)
- L'impero, regia di Lamberto Bava (2000)
- T.E.A.M. Berlin - episodio Der Kreuzzug, regia di Peter Fratzscher (2000)
- Im Namen des Gesetzes - episodio Entführt (2000)
- Prigioniere del cuore, regia di Alessandro Capone (2000)
- Mayday! Überfall auf hoher See, regia di Werner Masten (2001)
- Un caso per due - episodio Einsamer Wolf, regia di Michael Zens (2001)
- 14º Distretto - episodio Rache für Eva, regia di Christian Stier (2001)
- La squadra 3 (2002)
- Rosa Roth - episodio Die Abrechnung, regia di Carlo Rola (2002)
- Papa Giovanni - Ioannes XXIII, regia di Giorgio Capitani (2002)
- Il commissario Zorn - episodio Feindliche Übernahme (2002)
- Im Visier der Zielfahnder - episodio Familienurlaub (2002)
- Der letzte Zeuge - episodio Das Duell, regia di Michael Zens (2002)
- Die Rettungsflieger - episodio Die Entscheidung, regia di Guido Pieters (2003)
- Dr. Sommerfeld - Neues vom Bülowbogen - episodio Lieferung frei Haus (2003)
- Abschnitt 40 - episodio Schattenboxen, regia di Rolf Wellingerhof (2003)
- Amundsen der Pinguin, regia di Stephen Manuel (2003)
- Mogelpackung Mann, regia di Udo Witte (2004)
- Don Bosco, regia di Lodovico Gasparini (2004)
- Edda, regia di Giorgio Capitani (2005)
- Provaci ancora prof! - episodio Un amore pericoloso, regia di Rossella Izzo (2005)
- Ricomincio da me, regia di Rossella Izzo (2005)
- L'uomo che rubò la Gioconda, regia di Fabrizio Costa (2006)
- R.I.S. 2 - Delitti imperfetti, regia di Alexis Sweet - serie TV, episodio 2x12 (2006)
- Vier Meerjungfrauen II - Liebe à la carte, regia di Ulrich Zrenner (2006)
- La freccia nera, regia di Fabrizio Costa (2006)
- Papa Luciani - Il sorriso di Dio, regia di Giorgio Capitani (2006)
- Roma (Rome) – serie TV, episodio 2x03 (2007)
- Il principe e la fanciulla - episodio Freundschaft, regia di Axel de Roche (2007)
- Il generale Dalla Chiesa, regia di Giorgio Capitani (2007)
- Die Anstalt - Zurück ins Leben (2008)
- Italien im Herzen, regia di Michael Steinke (2008)
- Die Gerichtsmedizinerin - episodio Namenlos, regia di Peter Patzak (2008)
- Los hombres de Paco - episodio Codepender Day, regia di Jesús Colmenar (2009)
- L'uomo che cavalcava nel buio, regia di Salvatore Basile (2009)
- I delitti del cuoco, regia di Alessandro Capone - episodio Chi ha ammazzato lo chef? (2010)
- Non uccidere, regia di Claudio Noce - serie TV, episodio 2x16 (2018)
- Romulus - serie TV (2020)
- Un passo dal cielo – serie TV, episodio 7x04 (2023)